# Nuba: čisti ljudje
Nuba: čisti ljudje je potopisni roman slovenskega pisatelja in popotnika Toma Križnarja. S tem potopisom je Križnar Sloveniji in ostalemu svetu odkril zgodbo nubijskega ljudstva.

## Vsebina
Vsebinsko je knjiga razdeljena na tri dele oziroma na tri različna potovanja. Potovanja, ki so bila vsa izvedena okoli leta 1998, se omejujejo na Sudan, njih skupna točka pa so Nubske gore.
Prvo potovanje je samostojno potovanje s kolesom do Kartuma in po Nubskih gorah (področje pod vladnim nadzorom). To potovanje je bilo nadzorovano s strani vojske, potekalo je s pridobljenim dovoljenjem za fotografiranje, zaznamovano pa je bilo tudi z delno ponarejenimi dovoljenji za obisk mest pod Nubskimi gorami.
Drugo potovanje, je bilo potovanje iz Kartuma in ogled »taborišča miru«. S strani avtorja je bilo to označeno kot koristno turistično potovanje, potekalo pa je pod strogim nadzorom vojske. Pri tem potovanju se je Križnarju pridružila tudi partnerka Barbara.
Tretje potovanje opisuje ilegalni let v izolirane Nubske gore. To potovanje je potekalo pod uporniškim nadzorom. Križnar je tu nastopil kot organizator humanitarne pomoči, ki so jo zbrali v Sloveniji po predhodnih dveh potovanjih.

## Priredbe
Po tej knjigi sta bila posneta dva dokumentarna filma, in sicer:
- Nuba: Čisti ljudje je bil posnet leta 2000  (scenarij in režija Maja Weiss in Tomo križnar).

Nagrade, ki jih je film prejel:
- 12th International Mountain + Adventure Film Festival Graz, Gradec, Avstrija, november 2000: nagrada "Camera Alpin in Gold"
- 4th International Ethnic TV festival "At home" in Krakow, Poljska, oktober 2000
- 3. festival slovenskega filma, 2000, Portorož, Slovenija: najboljše televizijsko igrano ali dokumentarno delo

- Nuba: Ljudje z druge strani je bil posnet leta 2001.